# Шомокша (река)
Шо́мокша — река в Онежском и Плесецком районах Архангельской области, левый приток Онеги.
Берёт начало на склонах Ветреного пояса, северо-восточнее горы Сточная. В верховьях течёт в северо-западном направлении, параллельно озеру Шардозеро. Затем поворачивает на восток (южнее горы Сиверка). На административной границе Онежского и Плесецкого районов поворачивает на север. Впадает в Онегу напротив деревни Хаяла. Длина — 84 км. Площадь бассейна — более 100 км². В нижнем течении реку пересекает мост автодороги «Прилуки — Большая Фёхтальма — Посад». На правом берегу реки находится посёлок Шомокша и деревня Погостище (нежил.) Чекуевского сельского поселения.

## Притоки
- Юкова (Юково)
- Большой Каренский
- Пыссома